# Peter Cincotti
Peter Cincotti (Manhattan, 1983. július 11. –) amerikai dzsesszzenész, énekes, dalszerző.

## Pályakép
Hároméves korától kezdve zongorázik.
Zenéjének centruma a dzsessz, de számai azt ötvözik a poppal, a soullal, a funkkal, a rockkal, a hiphoppal is.
Fellépett a Carnegie Hallban, Párizsban az Olympiában, a Fehér Házban.

## Lemezek
- Peter Cincotti (Concord, 2003)
- On the Moon (Concord, 2004)
- East of Angel Town (143 Records, 2007)
- Metropolis (Heads Up, 2012)
- Long Way from Home (2017)

### DVD
- Live in New York (2004)